# Cuthbert de Cantorbéry
Pour les articles homonymes, voir Cuthbert.
Cuthbert est un ecclésiastique anglo-saxon mort le 26 octobre 760. Il est le onzième archevêque de Cantorbéry, de 740 à sa mort. Correspondant de Boniface de Mayence, il lutte contre l'amoralité du clergé anglais et supervise la construction d'une nouvelle église à Cantorbéry.

## Biographie

### Origines
Noble de naissance, Cuthbert apparaît dans les sources primaires en tant qu'abbé du monastère de Lyminge. Ses lettres aux missionnaires anglo-saxons sur le continent montrent qu'il a reçu une éducation approfondie.
Il est communément identifié au Cuthbert qui devient évêque de Hereford en 736, mais seuls des textes postérieurs à la conquête normande de l'Angleterre, comme la chronique de Florence de Worcester, considèrent les deux Cuthbert comme un seul et unique individu. La Chronique anglo-saxonne parle du sacre de Cuthbert comme archevêque, alors que s'il avait été évêque auparavant, elle aurait plutôt parlé de translation. Néanmoins, la plupart des historiens considèrent qu'il s'agit bien d'une seule et même personne. Dans ce cas, il serait évêque de Hereford pendant quatre ans avant de devenir archevêque de Cantorbéry en 740.
Qu'il ait été ou non évêque de Hereford, Cuthbert doit probablement son élection à l'archiépiscopat à l'influence du roi Æthelbald de Mercie. Les années 730 et 740 voient plusieurs Merciens se succéder à la tête de l'archevêché, signe de l'influence croissante des rois de Mercie sur le Kent voisin.

### Archevêque
Contrairement à ses prédécesseurs, Cuthbert ne détient pas l'autorité sur tout le clergé anglais : depuis 735 et l'envoi du pallium à l'évêque Ecgberht, les évêques du Nord de l'Angleterre relèvent de la province d'York. Par conséquent, Cuthbert ne sacre que des évêques pour les sièges du Sud, et aucun évêque du Nord n'assiste aux synodes qu'il organise.
En 747, Cuthbert préside le concile de Clovesho aux côtés d'Æthelbald. Ce synode semble avoir été réuni pour répondre aux critiques adressées à l'archevêque et au roi par Boniface de Mayence dans une lettre peu de temps auparavant. Boniface y déplorait l'alcoolisme des évêques anglo-saxons et l'amoralité du clergé britannique en général. Les décisions du concile, réunies sous forme écrite à la demande de Cuthbert, portent sur l'habit et le comportement du clergé, le contrôle des monastères, et décide également que les principes fondamentaux du christianisme doivent être expliqués aux laïcs par tous les membres du clergé. Un deuxième synode est organisé en 758, mais ses décisions sont inconnues. Cuthbert continue à correspondre avec Boniface jusqu'à son martyre en 754. Il envoie ses condoléances à son successeur Lull, un autre Anglo-Saxon.
Cuthbert dirige la construction d'une nouvelle église à Cantorbéry. Dédiée à Jean le Baptiste, elle est située à l'ouest de la cathédrale et sert de baptistère,. De nombreux archevêques y sont inhumés par la suite, elle abrite les archives de la cathédrale, et des ordalies s'y déroulent. Rien ne permet d'affirmer que Cuthbert prévoyait tous les usages qui seraient faits de sa fondation, mais sa dédicace laisse à penser qu'il comptait au moins en faire un baptistère.

### Mort et postérité
Cuthbert meurt le 26 octobre 760. Il est inhumé dans l'église qu'il a fait construire à Cantorbéry ; c'est la première fois qu'un archevêque de Cantorbéry n'est pas enterré dans l'abbaye Saint-Augustin.